# Cyclophora serveti
Cyclophora serveti is een vlinder uit de familie spanners (Geometridae). De wetenschappelijke naam is voor het eerst geldig gepubliceerd in 1999 door Redondo & Gaston.
De soort komt voor in Europa.